# 마도항
마도항은 경상남도 사천시 마도동에 있는 어항이다. 2002년 10월 18일 어촌정주어항으로 지정하여 관리하고 있다. 시설관리자는 사천시장이다.

## 어항 구역
본 항의 어항구역은 다음과 같다
- 수역: 19,400m2 (사천시 마도동 79-11(제) 일원)
- 육역: 10,330m2

## 어항 시설
- 방파제 166m, 선착장 126m, 물량장 81m

## 주요 어종
- 볼락, 붕장어, 농어, 바지락